# دوغلاس دي سي-8
دوغلاس دي سي 8 هي طائرة ضيقة البدن ذات أربعة محركات صممت للمسافات البعيدة من قبل شركة دوغلاس للطائرات في سنة 1958 و ذلك لمنافسة طائرة بوينغ 707 .
سيطرت الدي سي 8 على الأسواق في بداية السبعينيات حيت استمرت صناعتها حتى عام 1972 . وذلك بعد اندماج دوغلاس مع شركة ماكدونل في سنة 1967 ، مما أصبحت تسمى ماكدونل دوغلاس .
الطائرة بدأت تفقد هيمنتها في بداية السبعينيات بسبب ظهور الطائرات ذات البدن الواسع مثل بوينغ 747 والدي سي 10 و كذلك طائرة إيرباص إيه 300 .